# Bão Owen (2018)
Bão Owen - Cơn bão đầu mùa của Mùa bão khu vực Úc 2018-19. Là một trong hai cơn bão có quỹ đạo phức tạp của Mùa bão khu vực Úc 2018-19 (cơn bão thứ hai có quỹ đạo phức tạp là bão Bouchra) và cũng là cơn bão tồn tại lâu nhất của Mùa bão khu vực Úc 2018-19 (16 ngày)

## Lịch sử khí tượng
Cục Khí tượng Úc lưu ý vào ngày 29 tháng 11 rằng một hệ thống áp suất thấp nằm trên Quần đảo Solomon đã phát triển thành một vùng áp thấp. Ngày hôm sau, khi hệ thống tiếp cận đảo Tagula trên đường phía tây nam, Trung tâm Cảnh báo Bão chung đã đưa ra cảnh báo hình thành bão nhiệt đới khi hệ thống được cải thiện trong tổ chức. Được thúc đẩy bởi nhiệt độ mặt nước biển ấm áp của Biển San Hô và được hỗ trợ bởi các kênh chảy ra trên tuyệt vời, vùng nhiệt đới thấp tiếp tục mạnh lên. Vào lúc 06:00 UTC ngày 2 tháng 12, Cục Khí tượng đã nâng cấp hệ thống thành cơn bão nhiệt đới loại 1 theo quy mô của Úc và đặt tên là 'Owen', biến nó thành cơn bão nhiệt đới đầu tiên hình thành trong lưu vực trong mùa. Owen suy yếu nhanh chóng vào ngày 4 tháng 12 và suy yếu đi thành áp thấp nhiệt đới.
Owen tiếp tục đi về phía tây qua Biển San Hô như một vùng nhiệt đới thấp và đã đổ bộ xuống phía bắc Cardwell, Queensland vào đầu ngày 10 tháng 12. Sau khi vào Vịnh Carpentaria và mạnh lại, Owen đã tái lập cường độ loại 1 vào ngày 11 tháng 12. Cơn bão sau đó đã hoàn thành một vòng lặp chống bão và quay trở lại phía đông. Owen dần bắt đầu mạnh lên, đạt cực đại như một cơn bão nhiệt đới nghiêm trọng cấp 3 với sức gió duy trì tối đa 10 phút là 150 km/giờ (90 dặm/giờ). Owen đã đổ bộ gần Kowanyama vào đầu ngày 15 tháng 12 như một cơn bão nhiệt đới dữ dội cấp 3 cấp thấp và dần dần suy yếu ở đó sau đó do tương tác đất liền. Chiều hôm đó, Owen suy yếu thành áp thấp nhiệt đới, với hệ thống dự kiến sẽ di chuyển ra biển, tiếp tục suy yếu thành vùng thấp và tan dần.
Trong cơn bão đi qua phía bắc Queensland, Owen đã tạo ra lượng mưa ổn định trên toàn khu vực, với tổng số cao nhất được dự đoán cho bờ biển phía đông so với các phần phía tây nam của bang. Ở Innisfail đã ghi nhận tổng lượng mưa hàng ngày là 149 milimét (5,9 in) vào ngày 15 tháng 12, với Cowley Beach ghi 135 mm (5,3 in), đập Copperlode ở phía tây thành phố Cairns ghi 130 mm (5,1 in) và Mission Beach ghi 98 mm (3,9 in).